# Home for the Holidays (Anthony Hamilton)
Home for the Holidays è il sesto album in studio (il primo natalizio) del cantante statunitense Anthony Hamilton, pubblicato nel 2014.

## Tracce
1. It's Christmas – 4:41 (Anthony Hamilton, Brandon Davis, Kelvin Wooten)
2. Spend Christmas with You – 4:17 (Hamilton, Joe Kirk, Kenneth Leonard Jr., Corey Williams)
3. Santa Claus Goes Straight to the Ghetto – 3:04 (James Brown, Alfred Ellis, Hank Ballard)
4. Little Drummer Boy (Interlude) – 1:36
5. Little Drummer Boy – 4:22 (Katherine Kennicott Davis, Henry Onorati, Harry Simeone)
6. Home for the Holidays (featuring Gavin DeGraw) – 3:47 (Hamilton, Wooten)
7. 'Tis the Season – 3:38 (Hamilton, Wooten)
8. What Do the Lonely Do at Christmas – 4:09 (Homer Banks, Carl Hampton)
9. Coming Home – 3:20 (Hamilton, Nasri Atweh, Mark Pellizer, Alex Tonas)
10. Away in a Manger (Interlude) – 0:40
11. Away in a Manger – 2:47
12. Please Come Home for Christmas – 2:56 (Charles Brown, Gene Redd)
13. The Christmas Song (featuring Chaka Khan) – 3:34 (Bob Wells, Mel Tormé)
14. Spirit of Love – 4:33 (Hamilton, Wooten)